# Nemopistha hennini
Nemopistha hennini is een insect uit de familie van de Nemopteridae, die tot de orde netvleugeligen (Neuroptera) behoort. 
Nemopistha hennini is voor het eerst wetenschappelijk beschreven door Navás in 1911.